# Hrabstwo Indiana
Indiana – hrabstwo w stanie Pensylwania w USA. Populacja liczy 88880 mieszkańców (stan według spisu z 2010 roku).
Powierzchnia hrabstwa to 2160 km² (w tym 13 km² stanowią wody). Gęstość zaludnienia wynosi 41,3 osoby/km².

## Miejscowości

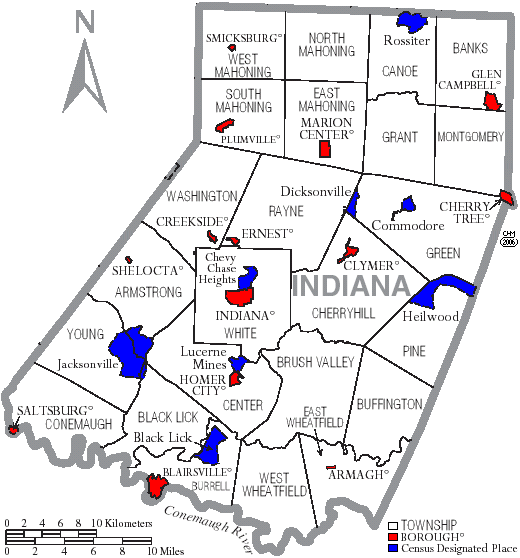
Rozmieszczenie miast i Broughs na mapie hrabstwa

### Boroughs
| - Armagh - Blairsville - Cherry Tree - Clymer - Creekside - Ernest - Glen Campbell | - Homer City - Indiana - Marion Center - Plumville - Saltsburg - Shelocta - Smicksburg |